# Marion-Insel
Die Marion-Insel (englisch Marion Island) ist die größere und südlichere der beiden Prinz-Edward-Inseln im südlichen Indischen Ozean. Sie gehört politisch zu Südafrika und dort zur Provinz Westkap. Die Insel liegt ungefähr 1700 km vom afrikanischen Festland entfernt.
Die Insel ist in Ost-West-Richtung etwa 25 Kilometer lang, in Nord-Süd-Richtung bis zu etwa 18 Kilometer breit und weist eine Fläche von 290 km² auf. Die Marion-Insel liegt etwa 21 Kilometer südwestlich der Prinz-Edward-Insel und besteht aus zwei jungen Schildvulkanen und zahlreichen Nebenkratern, die der Insel einen hügeligen Charakter geben. Die höchste Erhebung ist mit 1230 m der Mascarin Peak, zweithöchste Erhebung der Resolution Peak mit 1185 m über dem Meer. Vor der Umbenennung, die im Jahr 2003 offiziell wurde, hießen diese Gipfel State President Swart Peak und Jan Smuts Peak.

## Geschichte
Die Insel wurde per Zufall am 4. März 1663 vom holländischen Seefahrer Barend Barendszoon Lam entdeckt und nach dessen Schiff Maerseveen getauft. Allerdings bestimmte er die Position der Insel falsch, sodass sie am 13. Januar 1772 vom Franzosen Marc-Joseph Marion du Fresne erneut „entdeckt“ und nach ihm benannt wurde. Im Dezember 1776 sichtete auch James Cook die Insel, doch erst einige Jahre später wurde sie von Robben- und Walfängern erstmals betreten. Bis etwa 1930 wurden auf der Insel in großem Ausmaß Robben gejagt. 1908 errichteten 70 schiffbrüchige Jäger das Dorf Fairbairn Settlement an der Nordküste. Seit 1948 unterhält Südafrika die permanente Forschungs- und Wetterstation Marion Island an der Nordostküste (Transvaal Cove). Die Vulkane der Insel galten zunächst als erloschen, doch im Jahre 1980 beobachtete das Personal der Station einen Ausbruch. Zuletzt wurden im Juni 2004 Gasausbrüche festgestellt.

## Klimatabelle
|                       | Jan  | Feb  | Mär  | Apr | Mai | Jun | Jul | Aug | Sep | Okt | Nov | Dez |   |      |
| Mittl. Tagesmax. (°C) | 10,6 | 10,9 | 10,6 | 9,2 | 7,9 | 7,3 | 6,6 | 6,3 | 6,6 | 7,7 | 8,8 | 9,8 | ⌀ | 8,5  |
| Mittl. Tagesmin. (°C) | 4,8  | 5,3  | 5,0  | 3,8 | 2,8 | 2,2 | 1,7 | 1,2 | 1,4 | 2,0 | 2,8 | 3,8 | ⌀ | 3,1  |
|                       |      |      |      |     |     |     |     |     |     |     |     |     |   |      |
| Niederschlag (mm)     | 219  | 195  | 216  | 219 | 232 | 204 | 194 | 187 | 183 | 171 | 176 | 203 | Σ | 2399 |
|                       |      |      |      |     |     |     |     |     |     |     |     |     |   |      |
| Sonnenstunden (h/d)   | 5,2  | 4,8  | 3,7  | 3,0 | 2,6 | 1,9 | 2,1 | 3,0 | 3,5 | 4,4 | 5,3 | 5,2 | ⌀ | 3,7  |
|                       |      |      |      |     |     |     |     |     |     |     |     |     |   |      |
| Regentage (d)         | 21   | 18   | 19   | 20  | 22  | 23  | 23  | 22  | 21  | 18  | 19  | 20  | Σ | 246  |
|                       |      |      |      |     |     |     |     |     |     |     |     |     |   |      |
| Wassertemperatur (°C) | 6    | 6    | 6    | 6   | 5   | 4   | 4   | 4   | 4   | 4   | 5   | 5   | ⌀ | 4,9  |
|                       |      |      |      |     |     |     |     |     |     |     |     |     |   |      |
| Luftfeuchtigkeit (%)  | 83   | 84   | 84   | 84  | 85  | 86  | 85  | 84  | 83  | 82  | 82  | 83  | ⌀ | 83,7 |

| 4,8 |

| 5,3 |

| 5,0 |

| 3,8 |

| 2,8 |

| 2,2 |

| 1,7 |

| 1,2 |

| 1,4 |

| 2,0 |

| 2,8 |

| 3,8 |

| 4,8 |

| 5,3 |

| 5,0 |

| 3,8 |

| 2,8 |

| 2,2 |

| 1,7 |

| 1,2 |

| 1,4 |

| 2,0 |

| 2,8 |

| 3,8 |

## Fauna

### Vernichtung eingeschleppter Arten
1949 wurden fünf Hauskatzen auf die Marion-Insel gebracht, um eine Mäuseplage in der Station zu bekämpfen. Allerdings vermehrten sich die Katzen schnell, und 1977 lebten ungefähr 3400 Katzen auf der Insel, die sich statt von den Mäusen von Sturmvögeln ernährten, so dass die Ausrottung der Vögel auf der Insel drohte. Einige Arten von Sturmvögeln starben auf der Marion-Insel in der Tat schon aus, und so wurde ein „Katzenausrottungsprogramm“ ins Leben gerufen: Einige Katzen wurden mit einer hochspezifischen, Feline Panleucopenia genannten Krankheit infiziert, was die Zahl der Katzen im Jahr 1982 auf rund 600 reduzierte. Die restlichen Katzen wurden durch nächtliche Jagd getötet, und 1991 konnten nur noch acht Katzen innerhalb von zwölf Monaten gefangen werden. Es wird angenommen, dass es heutzutage keine Katzen mehr auf der Marion-Insel gibt. Allerdings nahm dadurch die Mäusepopulation stark zu. Diese attackieren und töten Nestlinge, aber auch ausgewachsene Vögel. Daher wurde für den Antarktischen Winter 2025 (zu dieser Zeit herrscht in Europa Sommer) ein weiteres Ausrottungsprogramm beschlossen. Dabei sollen mit dem Rodentizid Brodifacoum versetzte Köder durch Helikopter auf der gesamten Insel verteilt werden.
Am 9. April 2013 erklärte die südafrikanische Regierung durch das Department of Water and Environmental Affairs die Inselgruppe mit ihrer 12-Meilen-Zone zur Meeresschutzzone (Marine Protected Area). Eine Unterschutzstellung nach dem nationalen Recht Südafrikas war bereits in der Government Gazette Nr. 32198 angekündigt worden. Dafür legte man damals die Section 43 des Marine Living Resources Act (Act No. 18 / 1998) zugrunde.

### Wirbellose im Süßwasser auf der Insel
In den Süßwasser-Lebensräumen auf der Insel wurden bislang folgende Arten wirbelloser Tiere nachgewiesen:
- - Crustacea: 4 Arten
    - Anomopoda
      - Daphniopsis studeri
      - Macrothrix ruhei
      - Ovalona weinecki
      - Pleuroxus wittsteini

    - Copepoda
      - Bockella vallentini
      - Marionobiotus jeanneli

    - Harpacticoida
      - Epactophanes richardti
      - Marionobiotus jeanneli

    - Ostracoda
      - Ilyodromus kerguelensis

  - Hexapoda
    - Collembola
      - Ceratophysella denticulata

    - Insecta
      - Pssychoda parthenogenetica
      - Limnophytes minimus
      - Myzus ascalonicus
      - Pringleophaga marioni

  - Acari
    - Algophagus antarcticus
    - Alogophagus brachytarsus
    - Alogophagus laticillaris
    - Alogophagus macrolithus
    - Peregrinacarus reticulates
    - Alaskozetes antarcticus
    - Austroppia crozetensis
    - Dometorina marionensis
    - Prinerigone vagans
    - Peregrinacarus reticulatus

  - Mollusca
    - Deroceras panormitanum

  - Annelida
    - Lumbricillus sp.
    - Vejdovskyella sp.

  - Rotifera
    - Monogononta
      - Cephalodella eva
      - Cephalodella gibba
      - Cephalodella sp.
      - Collotheca ornata
      - Collotheca ornata cornuta
      - Colurella colurus compressa
      - Dicranophorus sp.
      - Encentrum gulo
      - Encentrum lutra
      - Epiphanes senta
      - Euchlanis dilatata
      - Lecane flexilus
      - Lepadella triptera
      - Lindia torulosa
      - Notholca labis
      - Ptygura crystallina
      - Ptygura longicornis
      - Resticulata gelida
      - Scaridium longicaudum
      - Trichocera brachyura
      - Trichotria tetractis

    - Bdelloidea
      - Adineta barbata
      - Adineta sp.
      - Macrotrachela sp.
      - Philodina sp.
      - Rotaria rotatoria

  - Nematoda: 6 noch unbeschriebenen Arten
    - sp. 1 ‘whip nematode’
    - sp. 2 ‘whip nematode with long tail’
    - sp. 3 ‘small nematode from wallows’
    - sp. 4 ‘a different bacterial feeder’
    - sp. 5 ‘medium nematode with stylet’
    - sp. 6 ‘cup-shaped stoma with feet’

  - Tardigrada
    - Dactylobiotus
    - Hybsibius cf. dujardin
    - Isohypsibius sp.

  - Gastrotricha
    - Chaetonotus sp.

  - Platyhelminthes: 5 noch unbeschriebene Arten
    - sp. 1 'kipper-tie'
    - sp. 2
    - sp. 3
    - sp. 4
    - sp. 5